# 胴付長靴
胴付長靴（どうつきながくつ）とは、胸元まで及ぶゴム製の防水ブーツ（防水ズボン）である。胴長靴、ウェーダーともいう。長靴でも濡れないように長さ（高さ）が大きくなり、大きい物ではとうとう胸元まで及ぶ大きさとなった。清掃や魚介類の荷さばきなど水を扱う作業現場、川や海の中に入り込んで行う釣りなどに用いられる。

## 注意点
便利な道具であるが、河川などで使用している最中に転倒して中に水が侵入した場合、重さのため身動きが取れなくなり、最悪、溺死するケースがある。流水の激しい場所での利用は控えるべきである。こうした危険性は製品の注意書きにも記載されているが、単純な道具だけに見逃されることが多い。もし、釣りなどで利用する場合は、必ずライフジャケットを着用すること。